# Kasteel van Verchin

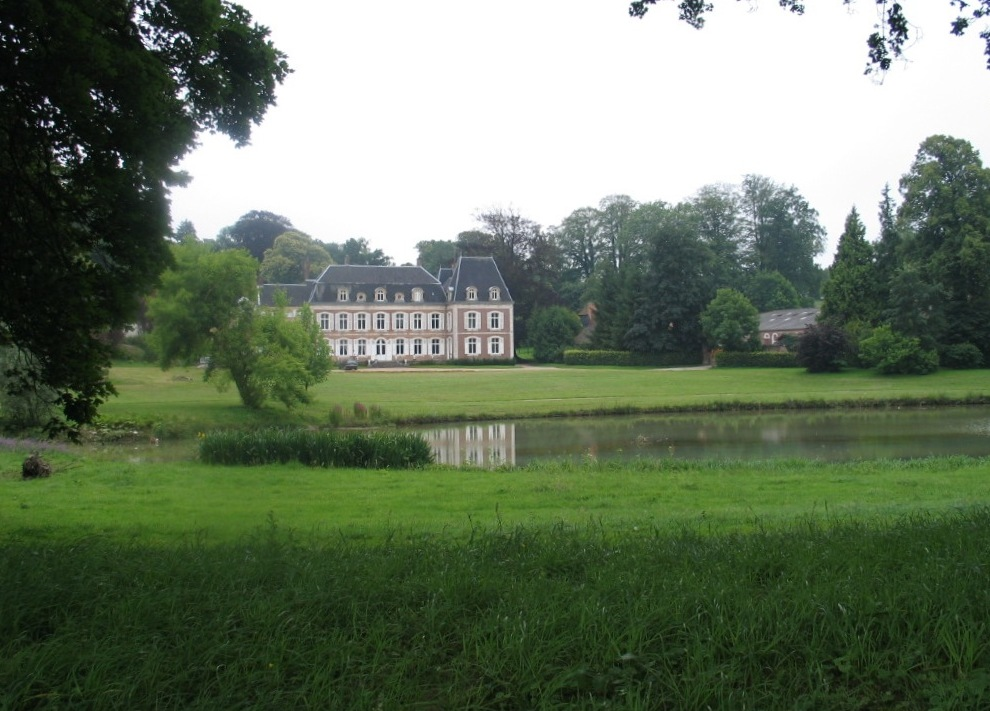
Kasteel van Verchin

Het Kasteel van Verchin is een kasteel in de tot het departement Pas-de-Calais behorende plaats Verchin.
Het kasteel werd gebouwd tussen de 17e en de 19e eeuw en is gelegen in een dal, en wordt omringd door een park dat omstreeks 1850 aangelegd werd in Engelse landschapsstijl. De vijver in het park wordt gevoed door de Leie.
Bij de muren vindt men de moestuin waarin meer dan honderd soorten planten en groenten zijn bijeengebracht.
Het park is op bepaalde tijden open voor het publiek.